# Trasporti a Londra

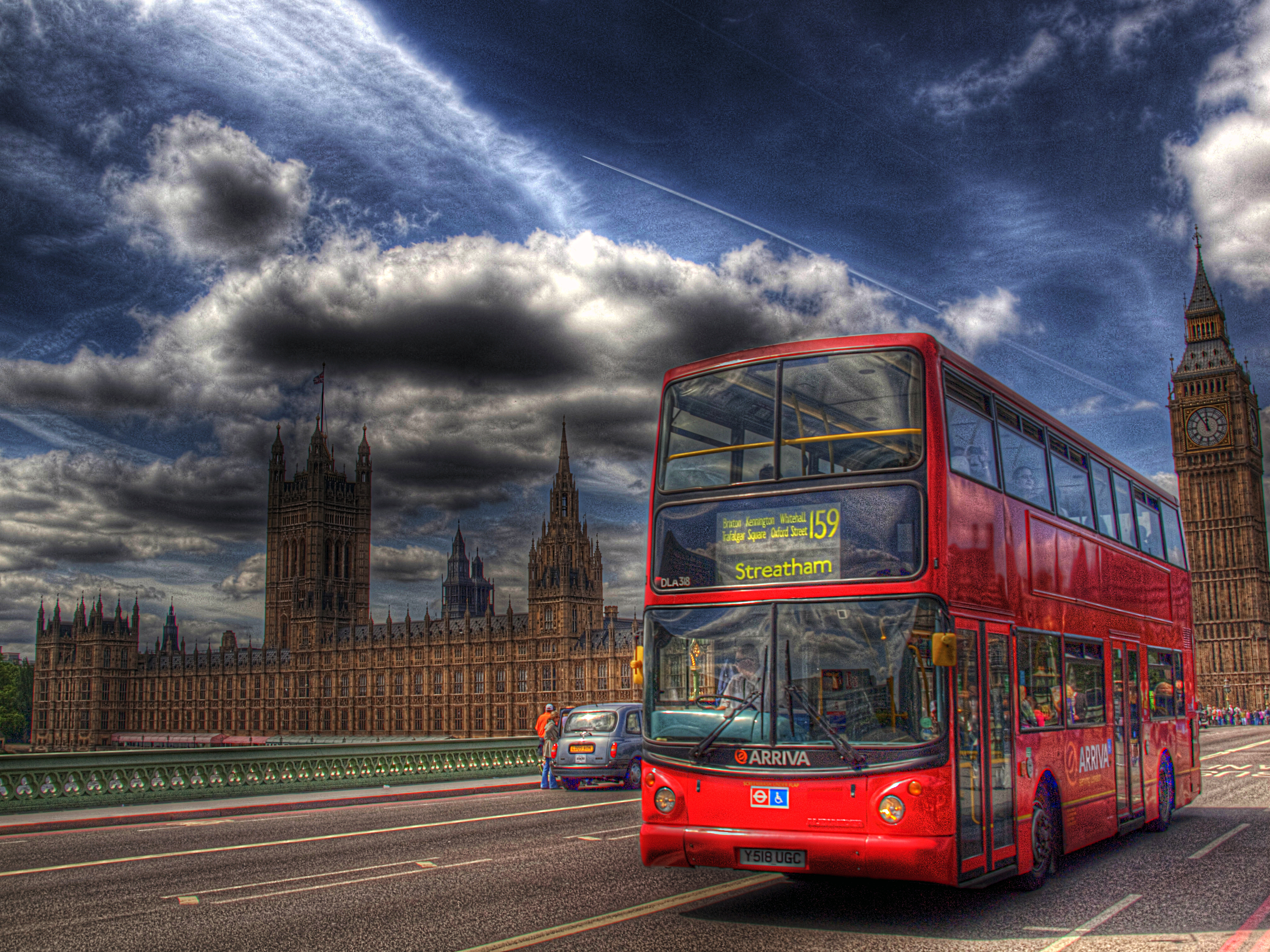
Autobus a due piani, storico simbolo della capitale britannica, davanti al palazzo di Westminster e al Big Ben.

Londra, capitale oltreché la più grande città del Regno Unito, possiede una rete di trasporti capillare che connette la città non solo con i luoghi di quest'ultima ma anche con l'intero Regno Unito.
Il sistema del trasporto pubblico londinese si compone di numerose infrastrutture, i primi sei aeroporti (tra cui Heathrow (il più trafficato dell'Europa per numero di passeggeri), una rete metropolitana che, con un percorso totale di 402 km, è la seconda al mondo per estensione (dopo Shanghai), per concludere con una fittissima rete di linee autobus, ottime connessioni con le ferrovie e le autostrade statali e altri servizi, quali una rete tranviaria in servizio nel borgo londinese di Croydon, una metropolitana leggera (la Docklands Light Railway) che collega le località principali dei London Docklands e altro.
La storia dei trasporti nella capitale inglese ha origini molto antiche: ha inizio infatti nel 1829, quando George Shillibeer realizzò una linea di omnibus che connetteva Paddington alla City. Il sistema dei trasporti, dopo le idee di Shillibeer, continuò a crescere fino a raggiungere il culmine nel 1863, anno in cui si iniziò a progettare la prima metropolitana del mondo (la quale avrebbe dovuto utilizzare treni a vapore). In seguito il sistema dei trasporti londinese si evolse fino a raggiungere l'aspetto attuale.
La gran parte della rete dei trasporti cittadini è oggi gestita da un unico ente, la Transport for London, cui fanno capo l’interezza dei servizi di proprietà metropolitana. Restano a parte le infrastrutture di gestione statale, particolarmente le ferrovie della National Rail.
Inoltre i trasporti pubblici a Londra si differenziano da quelli di altre città essendo vere e proprie icone nazionali: non è raro trovare per esempio cartine della metropolitana di Londra su magliette o souvenir.

## Storia

### Gli omnibus di Shillibeer

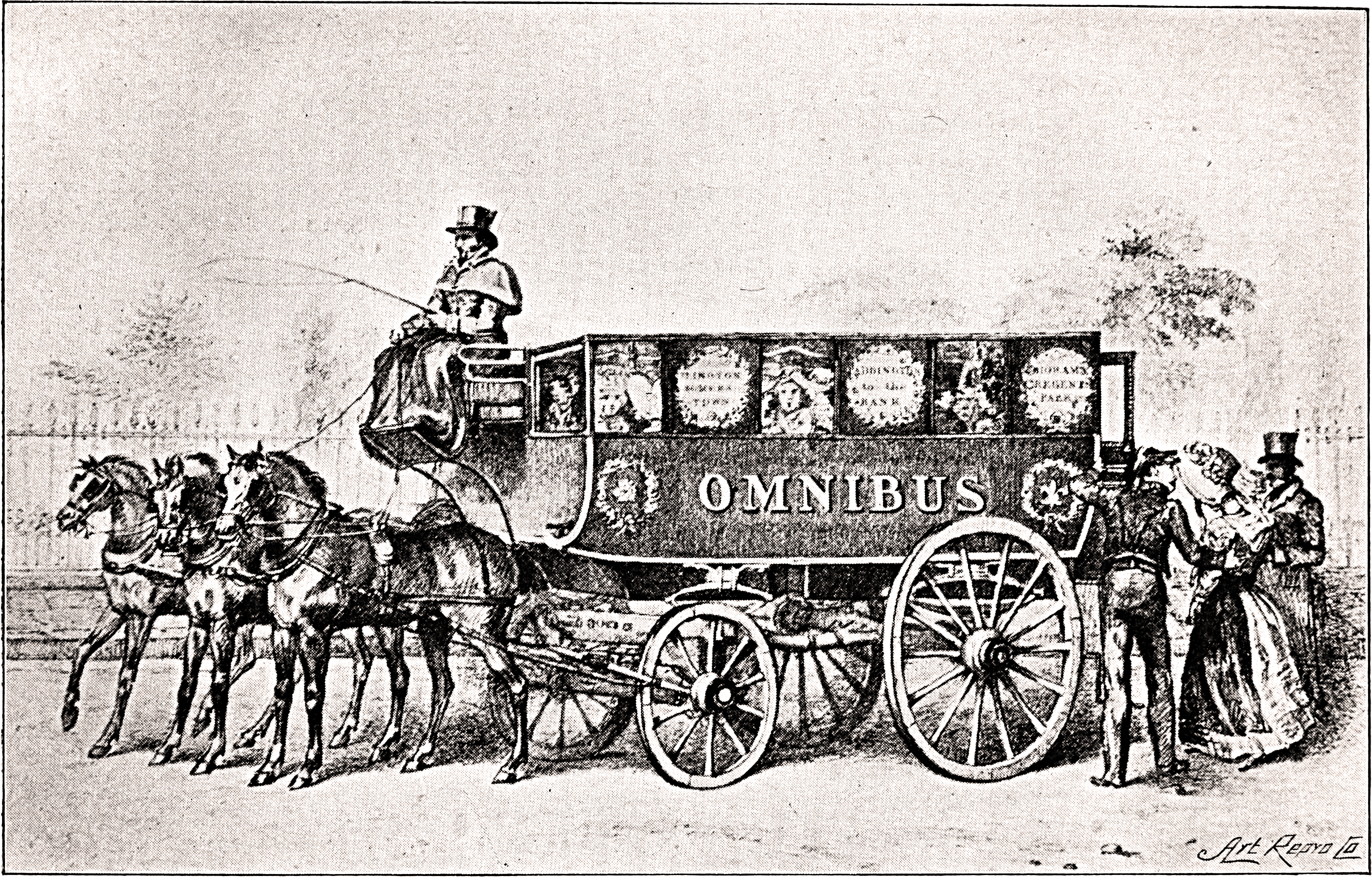
Uno degli omnibus ideati dall'inglese George Shillibeer

Durante l'età vittoriana la popolazione londinese crebbe a un ritmo impressionante, facendo sì che la zona centrale della città fosse congestionata dal troppo traffico. Il trasporto pubblico di Londra all'epoca era molto costoso e limitato: le uniche forme di trasporto a Londra erano i taxi, che come già accennato erano molto dispendiosi, e i trasporti lungo il Tamigi, che però si limitavano a connettere esclusivamente le aree site sulle sponde del fiume.
Per porre rimedio alla drammatica situazione l'inglese George Shillibeer nel 1829 creò una linea di omnibus a cavalli, ispirato alle nuove forme di trasporto pubblico di Parigi, visitata da Shillibeer l'anno precedente. Il servizio di omnibus, che connetteva la City con Paddington e con la zona circostante Regent's Park, rivoluzionò i trasporti pubblici londinesi: gli omnibus di Shillibeer erano in servizio sotto un preciso orario, avevano delle fermate intermediarie e i biglietti potevano essere pagati a bordo, diversamente dai taxi, che dovevano essere prenotati in anticipo.
Il servizio-omnibus di Shillibeer riscosse un grande successo, tanto che si formarono altri operatori di questi mezzi di trasporto. Di conseguenza molti omnibus coprivano la stessa tratta, spesso "gareggiando" fra di loro per chi imbarcava più passeggeri; per porre fine a questa situazione si creò un'azienda, la Omnibus Association, con Shillibeer come presidente del consiglio di amministrazione. Ben presto la flotta autoveicoli della società crebbe sino a essere composta da più di seicento omnibus.

### La prima metropolitana del mondo

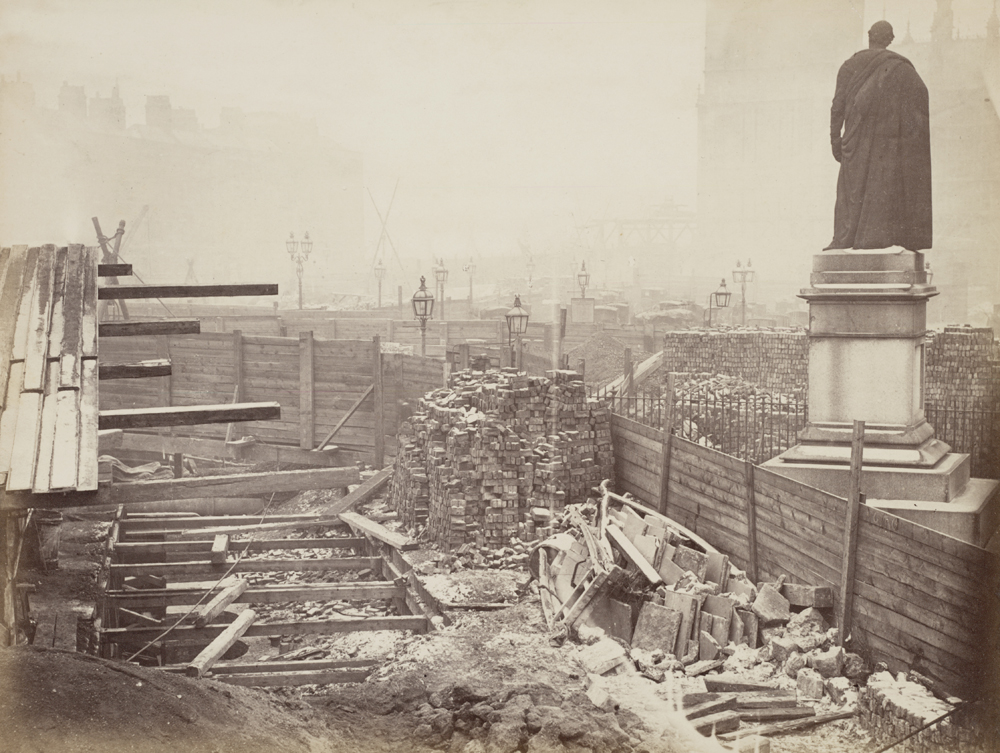
Cantieri a Parliament Square per la costruzione della stazione di Westminster.

Gli omnibus di Shillibeer non bastarono per porre fine alla congestione del traffico veicolare urbano nel centro della città: per questa ragione la città di Londra e le aziende ferroviarie iniziarono a discutere della possibilità di creare una rete ferroviaria metropolitana nella capitale.
Vennero elaborati quindi numerosi progetti, tuttavia senza risvolti pratici; in questo periodo si tenevano inoltre gli stessi dibattiti anche nelle altri grandi capitali europee (Parigi, Budapest).
Il consiglio comunale approva solo nel 1855 il progetto che prevedeva la costruzione di una linea che, avendo inizio da Paddington, correva fino a Farringdon; la «Metropolitan Railway» (Ferrovia metropolitana) viene dichiarata di interesse pubblico.
Per la costruzione delle gallerie e delle fermate si adottò la tecnica «cut and cover» (scava e copri), che consiste nel realizzare uno scavo a cielo aperto con getto immediato di una piattaforma superiore, mentre lo scavo e l'armatura della galleria vengono eseguiti in un secondo momento, dopo il ripristino del piano stradale.
La linea, denominata Metropolitan Railway, venne aperta ufficialmente il 10 gennaio 1863 e riscosse immediatamente un grande successo, considerando che nel primo giorno di funzionamento venne utilizzata da circa 40.000 passeggeri.
Dopo l'apertura al pubblico della Metropolitan Railway, l'amministrazione comunale di Londra intraprende i lavori preparatori per la costruzione di nuove linee, che vennero completate nel 1868; la metropolitana, durante gli anni settanta del XIX secolo, raggiunge quindi anche le zone di Hammersmith e Moorgate; il flusso passeggeri della metropolitana cresce ogni giorno sempre di più.

### Inizio del XX secolo

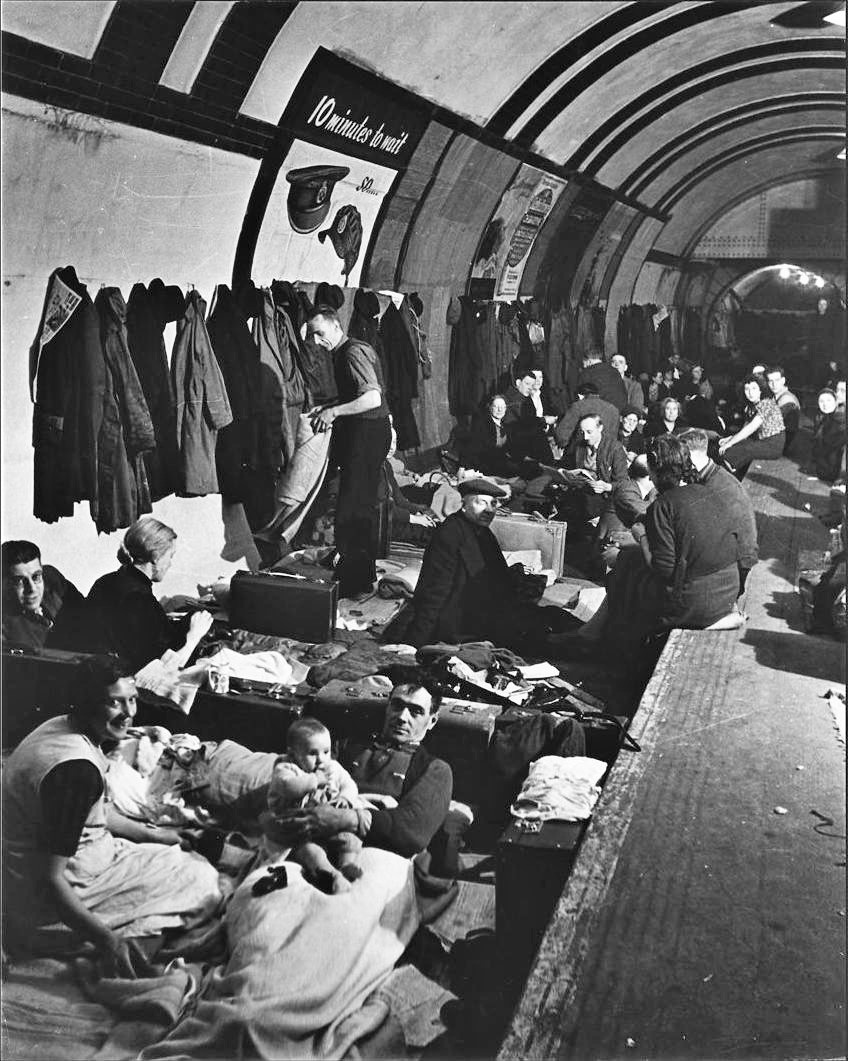
Un rifugio antiaereo in una stazione della metropolitana di Londra durante la battaglia d'Inghilterra.

All'inizio del Novecento nei trasporti pubblici londinesi ci furono molte migliorie: infatti vennero introdotti i treni elettrici nella London Underground e si ottimizzò il motore degli autobus, aumentando così le loro prestazioni.
Durante la prima guerra mondiale la rete dei trasporti londinesi subì pochi danni, dal momento che nessuno dei tre fronti (quello occidentale, quello orientale e quello italiano) si svolse nel territorio inglese. La capitale inglese (e la sua rete di trasporti pubblici) fu colpita solamente il 31 maggio 1915, giorno in cui l'aviazione tedesca (perlopiù Zeppelin) bombardò la città: quel giorno si calcola morirono circa 600 londinesi.
La città fu gravemente danneggiata invece nella seconda guerra mondiale. Proprio a causa degli imminenti bombardamenti aerei dalla città evacuarono circa 600.000 persone (perlopiù donne e bambini) nelle campagne del Kent, Sussex, Galles, Devon e della Cornovaglia. Per il successo dell'evacuazione bisogna ringraziare i trasporti pubblici cittadini: infatti la popolazione londinese fuggì venendo scortata dagli autobus nei luoghi precedentemente elencati.
I bombardamenti a tappeto su Londra ebbero inizio il 7 settembre 1940. Proprio a causa di questi ultimi numerose stazioni della Tube furono gravemente danneggiate: fra di esse ricordiamo la stazione di Bank e Monument, quasi interamente distrutta a causa di una bomba, e quella di Uxbridge Road. Le bombe esplose nelle stazioni furono ancora più distruttive poiché le stazioni della metro venivano utilizzate dai londinesi come rifugi antiaereo durante il Blitz.
Inoltre molte stazioni e tunnel della metropolitana di Londra vennero utilizzati come fabbriche per la costruzione di aerei o ordigni bellici; per esempio la Plessey convertì dei tunnel della linea Central per la costruzione dei bombardieri Handley Page Halifax.

### Dal secondo dopoguerra in poi
Il 1º gennaio 1948 la metropolitana venne nazionalizzata dal Partito Laburista e posta sotto l'autorità di un unico ente, diversamente da quanto fatto in passato (quando ogni linea era gestita da una sola azienda).
In ogni caso, durante il secondo dopoguerra, cresce la circolazione automobilistica e la rete di trasporti di superficie è sempre più congestionata, rendendo la metropolitana l'unica soluzione al traffico cittadino; di conseguenza, vennero realizzati numerosi prolungamenti. Tra questi, è possibile annoverare quello della linea Piccadilly, che viene condotta da Hounslow fino all'aeroporto di Heathrow durante gli anni settanta.

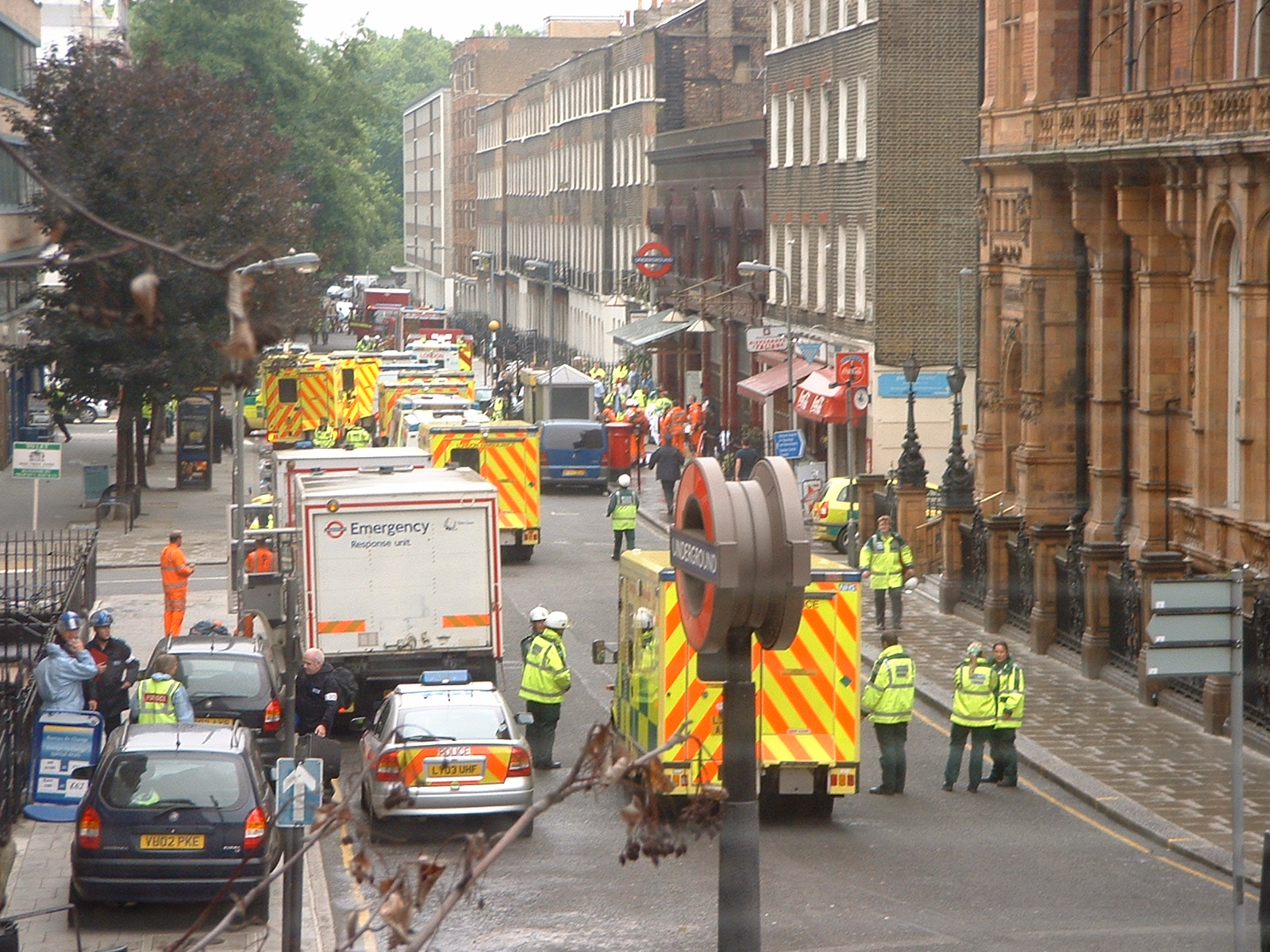
Le ambulanze a Russell Square mobilitate per prestare soccorso ai feriti degli attentati del 7 luglio 2005.

Dopo numerosi anni di pausa, inoltre, viene inaugurata una nuova linea. Si tratta della linea Victoria che, partendo dai sobborghi settentrionali, si snoda passando per Oxford Circus, Green Park sino a raggiungere il quartiere di Brixton.
Sempre negli anni settanta, numerose innovazioni tecnologiche modificano in profondità la metropolitana londinese, in particolare i tornelli d'ingresso (con relativa scomparsa della figura del controllore) e i treni a comando automatico.
Nel 1979 entrò in servizio la linea Jubilee. La nuova linea rompe decisamente con il passato, con le sue stazioni spaziose, con banchine lunghe più di cento metri dotate anche di porte antisuicidio.
Altra pietra miliare della storia dei trasporti della capitale britannica è l'inaugurazione del London Transport Museum, nel 1980, che ospita una collezione di oggetti e di mezzi di trasporto che ne testimonia l'evoluzione storica e tecnologica.
Infine, il 7 luglio 2005, una serie di esplosioni causate da quattro attentatori suicidi colpiscono tre stazioni della metropolitana (Russell Square, Edgware Road e Liverpool Street) e un autobus a Tavistock Square. Gli attacchi causarono 55 morti (attentatori inclusi) e circa settecento feriti.

## Gestione

Logo della Transport for London, la società che gestisce il trasporto pubblico nella capitale inglese.

L'ente responsabile della maggior parte dei trasporti della città è la Transport for London, fondata nel 2000 come parte dell'Autorità della Grande Londra per effetto del Greater London Authority Act del 1999 sotto il comando del sindaco di Londra.
La Transport for London, la cui sede è nella Windsor House, è organizzata in numerose sussidiarie, ognuna delle quali gestisce una particolare forma di trasporto pubblico. Tra le più importanti è possibile individuare la:
- Docklands Light Railway Limited (gestore della Docklands);
- London Bus Services Limited (gerente dell'intera rete degli autobus);
- London River Services Limited (responsabile del trasporto fluviale);
- London Underground Limited (gestore della metropolitana);
- Rail for London Limited (gerente delle ferrovie e della London Overground).

## Quadro generale
A Londra sono presenti vari tipi di metropolitane; la più grande e più conosciuta di esse è la London Underground (colloquialmente chiamata Tube per la forma circolare dei suoi tunnel o, più semplicemente, The Underground); le altre due invece sono la Docklands Light Railway (spesso abbreviata in DLR) che come già accennato connette fra loro le varie località dell'area conosciuta come London Docklands, e la London Overground che, prima di passare sotto la gestione della Transport for London, era coordinata dalla London Overground Rail Operations. Ciononostante spesso si considera la DLR e la London Overground come parte della metropolitana di Londra.
Londra dispone anche di una rete tranviaria, il Tramlink; questo mezzo di trasporto pubblico non viene particolarmente sfruttato all'interno della capitale britannica a causa della presenza di una capillare rete di linee ferroviarie e metropolitane.

### Metropolitana

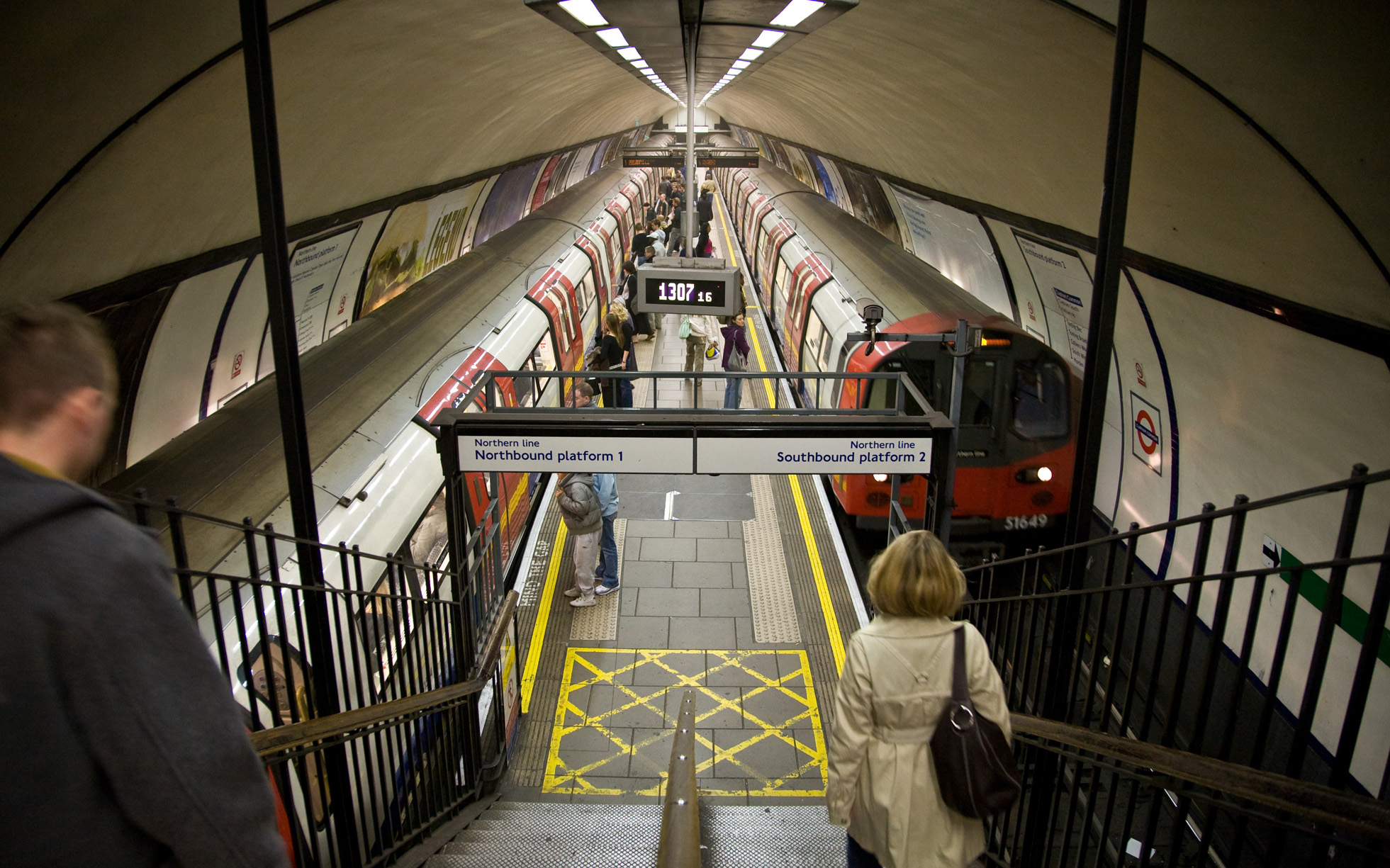
Banchine della stazione di Clapham Common.

La metropolitana di Londra, chiamata «Underground» e colloquialmente detta «Tube» per la forma dei suoi tunnel, ha avviato l'esercizio il 10 gennaio 1863 con la Metropolitan Railway (da cui il termine «metropolitana»), che corrispondeva pressappoco a una parte dell'odierna linea Circle.
La metropolitana è molto spesso usata per spostarsi rapidamente da una parte all'altra della città. È composta da 11 linee e 270 stazioni per un percorso totale di 402 km e serve una media di tre milioni di passeggeri al giorno per un totale di un miliardo di passeggeri l'anno.
Inoltre la metropolitana, oltre a coprire la maggior parte del territorio di Londra, si estende raggiungendo perfino aree di altre regioni: la Tube serve infatti alcune città del Buckinghamshire, dell'Hertfordshire e dell'Essex. Tuttavia la rete si concentra soltanto nella parte settentrionale di Londra, a nord del Tamigi; infatti a sud del fiume sono situate appena 42 stazioni.
Di seguito una tabella che riporta le caratteristiche principali di ogni linea della metropolitana londinese:
| Nome della linea                                                        | Colore   | Apertura | Tipo           | Lunghezza | Stazioni | Passeggeri annuali |
| ----------------------------------------------------------------------- | -------- | -------- | -------------- | --------- | -------- | ------------------ |
| Bakerloo                                                                | marrone  | 1906     | Profondità     | 23 km     | 25       | 95,9 milioni       |
| Central                                                                 | rosso    | 1900     | Profondità     | 74 km     | 51       | 183,5 milioni      |
| Circle                                                                  | giallo   | 1884     | Sub-superficie | 22 km     | 27       | 68,4 milioni       |
| District                                                                | verde    | 1868     | Sub-superficie | 64 km     | 60       | 172,8 milioni      |
| Hammersmith & City                                                      | rosa     | 1863     | Sub-superficie | 14 km     | 28       | 45,8 milioni       |
| Jubilee                                                                 | argento  | 1979     | Profondità     | 36 km     | 27       | 127,5 milioni      |
| Metropolitan                                                            | magenta  | 1863     | Sub-superficie | 67 km     | 34       | 53,6 milioni       |
| Northern                                                                | nero     | 1890     | Profondità     | 58 km     | 51       | 206,7 milioni      |
| Piccadilly                                                              | blu      | 1906     | Profondità     | 71 km     | 52       | 176,1 milioni      |
| Victoria                                                                | azzurro  | 1969     | Profondità     | 21 km     | 16       | 161,3 milioni      |
| Waterloo & City                                                         | turchese | 1898     | Profondità     | 2 km      | 2        | 9,6 milioni        |
| 1. 2. 3. Dati tratti dal sito web ufficiale della Transport for London. |          |          |                |           |          |                    |

### Docklands Light Railway

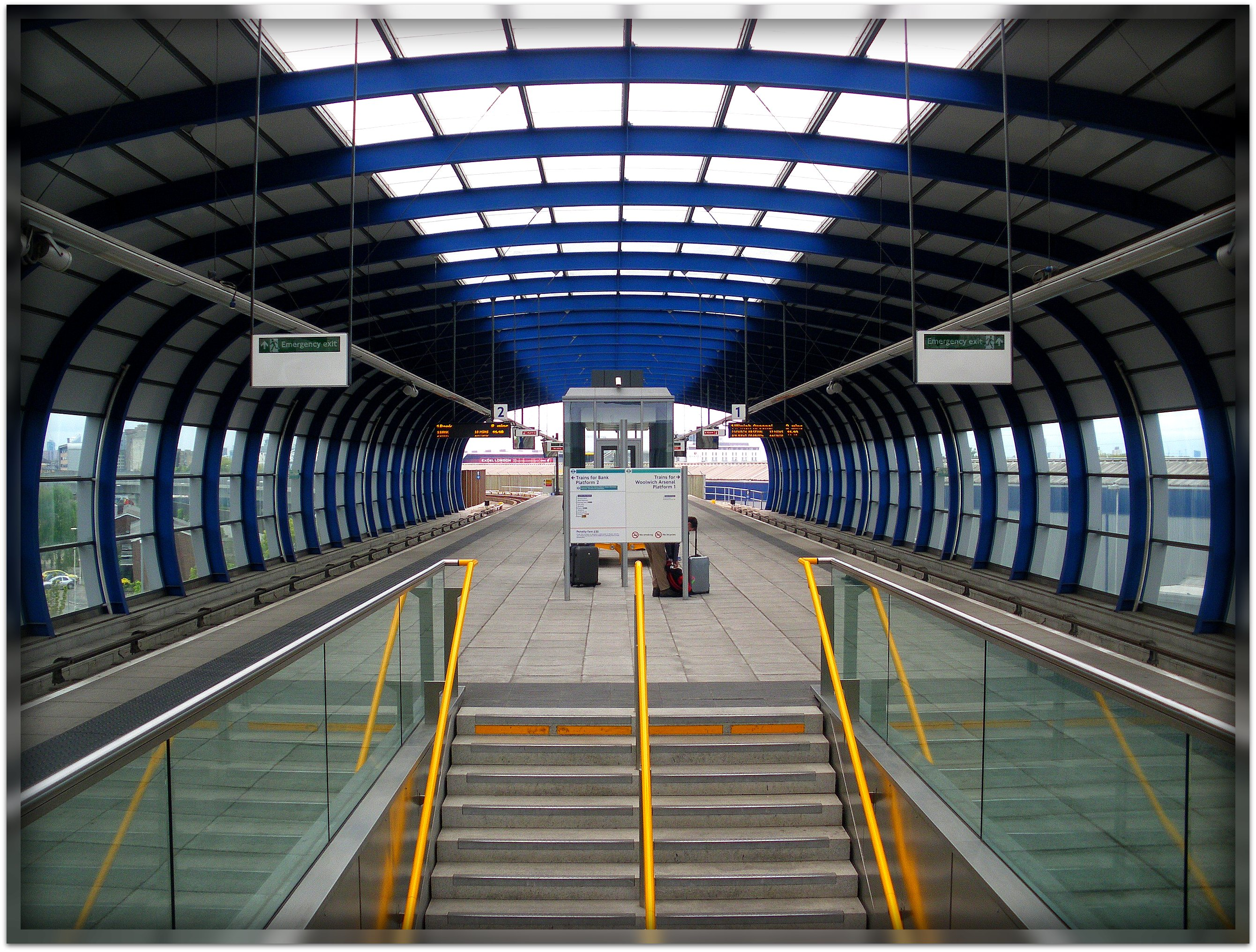
Piano banchine della stazione della DLR di London City Airport.

La Docklands Light Railway (spesso abbreviata in DLR) è un servizio metropolitano leggero operante principalmente nella zona dei London Docklands, situata nell'est londinese.
Il servizio fu inaugurato il 31 agosto 1987 per porre rimedio al declino che colpì i London Docklands. Dopo la realizzazione della ferrovia la DLR è stata estesa numerose volte; oggi raggiunge i quartieri di Lewisham, Deptford, Beckham e Stratford.
I treni sono controllati da un computer e normalmente non hanno un conducente, bensì un controllore su ogni treno che è responsabile del regolare funzionamento del trasporto, del controllo dei biglietti, di fare annunci e controllare la chiusura e apertura delle porte. Le stazioni non sono normalmente presenziate da personale ad eccezione del personale incaricato della sicurezza che interviene in casi di necessità.

### Overground

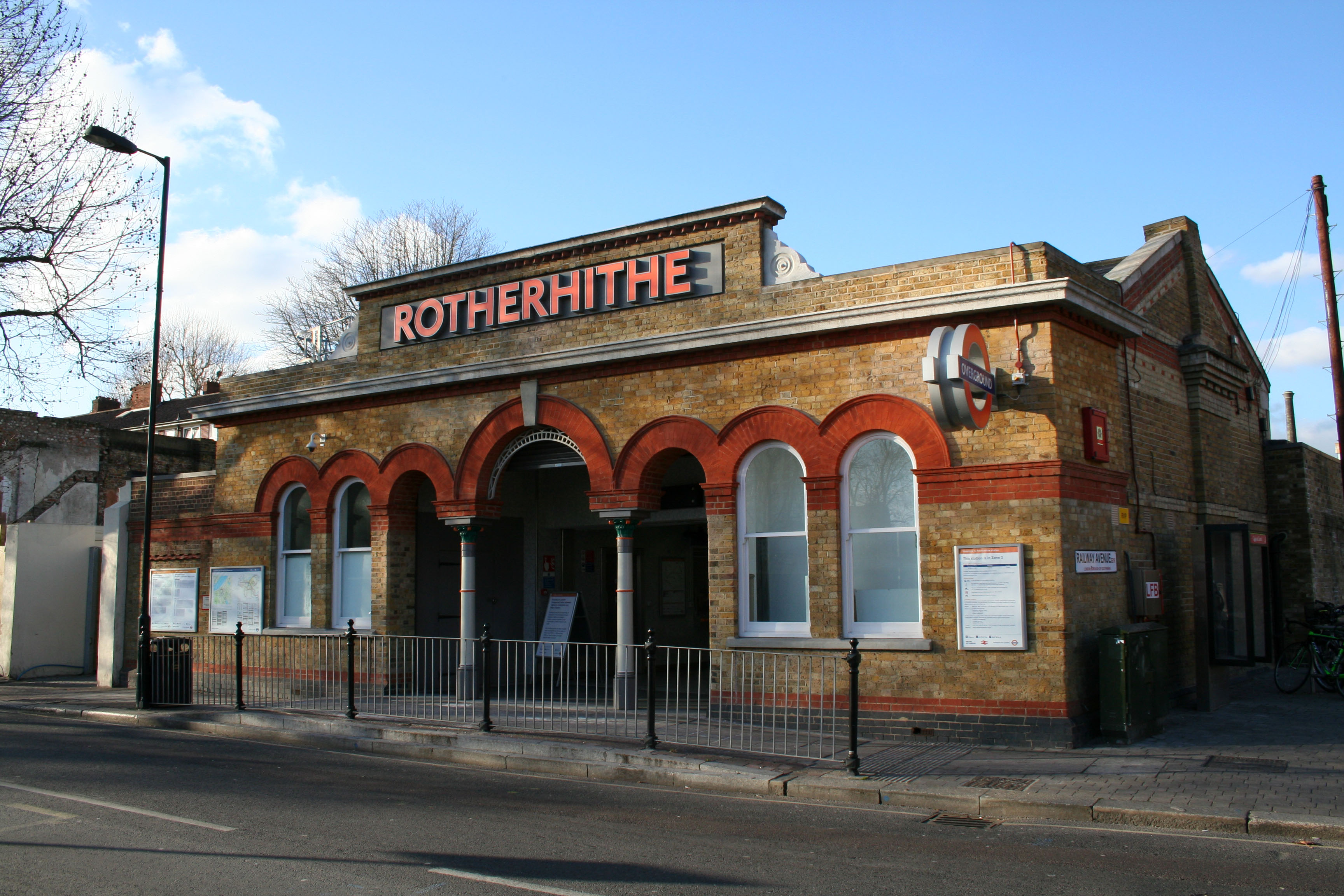
Stazione della London Overground di Rotherhithe.

La London Overground (comunemente abbreviata in LO) è un servizio ferroviario urbano di superficie, entrato in servizio l'11 novembre 2007 in seguito all'unione di alcuni collegamenti ferroviari già esistenti.
Così come alcune linee della metropolitana di Londra, la London Overground si estende raggiungendo anche altre regioni della Gran Bretagna: in questo caso la London Overground serve anche alcune aree dell'Hertfordshire.
La rete della London Overground è composta dalle seguenti linee:
- North & West London Line, che si snoda da Stratford a Willesden Junction nei sobborghi settentrionali di Londra, diramandosi poi verso Richmond e Clapham Junction
- Watford DC Line, che collega la cittadina dell'Herfordshire di Watford con il centro della città correndo per un breve tratto parallelamente alla linea Bakerloo.
- Gospel Oak to Barking Line, che corre da Gospel Oak (nel nord londinese) a Barking (nell'est).
- Lea Valley Lines, che si snodano nei suburbi di Hackney;
- Romford to Upminster Line, che collega Romford a Upminster;
- East London Line.

### Tram

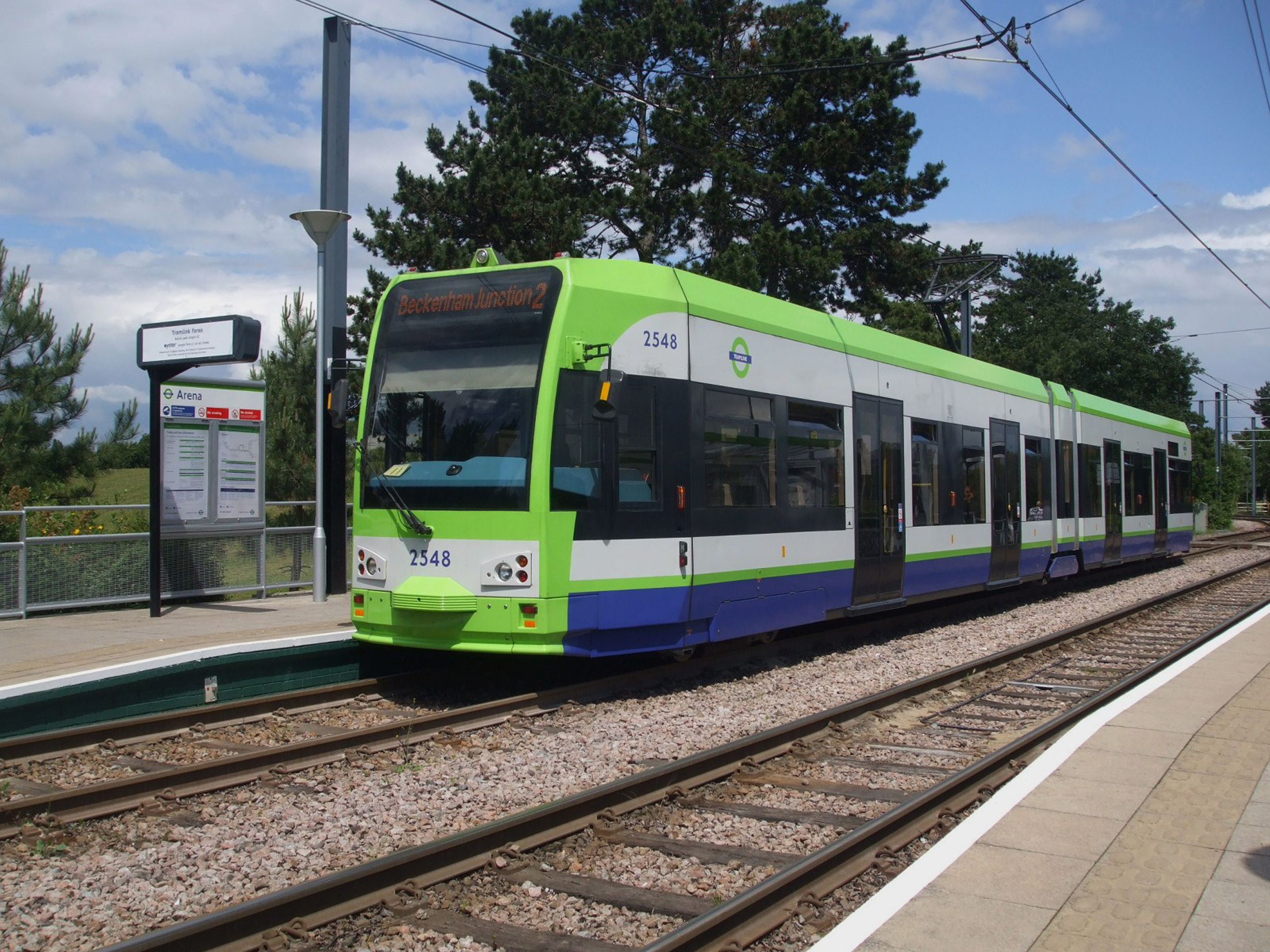
Un treno del Tramlink, diretto a Beckenham Junction, si è fermato alla stazione di Arena.

La metropolitana, come già accennato, non è molto estesa nella parte meridionale della città: basti pensare che alcuni borghi londinesi non dispongono di collegamenti con la London Underground. Questo è il caso di Croydon, un borgo della capitale che, per rimediare a questa mancanza, è servito da una tranvia, il Tramlink.
La storia del Tramlink comincia nel 1994, quando al London Regional Transport (responsabile dei trasporti a Londra fino al luglio del 2000) fu concessa la costruzione di un sistema tranviario per via del Croydon Tramlink Act 1994. Si iniziò la progettazione della tranvia solamente due anni dopo, nel 1996, anno in cui la Tramtrack Croydon Limited vinse l'appalto per la progettazione, la costruzione e la gestione del Tramlink per la durata di 99 anni. Il Tramlink entrò infine in servizio nel maggio del 2000.
Il Tramlink è composto da tre linee e 39 fermate; le banchine delle stazioni sono lunghe 32,2 metri e rialzate di 35 cm rispetto al livello dei binari, permettendo l'accesso ai tram a invalidi o a portatori di passeggini.
Il Tramlink non è mostrato sulle normali cartine della metro, bensì nella cosiddetta London Rail and Tube services map. Inoltre esiste anche una mappa che raffigura esclusivamente il Tramlink, che mostra più chiaramente in che modo sono suddivise le linee.

### Elizabeth Line
Conta 41 stazioni, e trova il suo nucleo nel passante ferroviario di Londra.

### Trasporto ferroviario

Atrio della stazione di King's Cross, una delle più importanti della città di Londra.

Londra riveste una notevole importanza per il trasporto ferroviario del Regno Unito: infatti la città, oltre ad avere a disposizione servizi ferroviari urbani, interurbani e internazionali (senza escludere i collegamenti aeroportuali), funge anche da capolinea per ben quattordici linee. Inoltre è possibile raggiungere grazie alle ferrovie della National Rail la maggior parte dei luoghi che non sono raggiungibili tramite la DLR o la London Underground.

#### Servizi ferroviari urbani
Londra è servita da una capillare rete ferroviaria che, insieme alla Réseau express régional parigina, è la più estesa in Europa e gode di un elevato flusso passeggeri.
La maggior parte delle stazioni facente parti di questa rete è facilmente raggiungibile tramite la metropolitana, le cui stazioni molto spesso corrispondono a quelle ferroviarie omonime.
In totale vi sono 357 stazioni sparse per la città; fra le più importanti vi sono:
| Stazione         | Flusso passeggeri | Inaugurazione | Binari in uso | Interscambi |
| ---------------- | ----------------- | ------------- | ------------- | ----------- |
| Blackfriars      | 12.708 (2011)     | 1866          | 4             |             |
| Cannon Street    | 20.528 (2011)     | 1866          | 7             |             |
| Charing Cross    | 37.222 (2011)     | 1864          | 6             |             |
| Euston           | 34.073 (2011)     | 1837          | 18            |             |
| Fenchurch Street | 16.675 (2011)     | 1841          | 4             |             |
| King's Cross     | 26.255 (2011)     | 1852          | 12            |             |
| Liverpool Street | 55.769 (2011)     | 1874          | 18            |             |
| London Bridge    | 51.478 (2011)     | 1836          | 15            |             |
| Marylebone       | 13.200 (2011)     | 1899          | 6             |             |
| Moorgate         | 7.187 (2011)      | 1855          | 8             |             |
| Paddington       | 32.200 (2011)     | 1854          | 14            |             |
| St Pancras       | 22.032 (2011)     | 1868          | 15            |             |
| Victoria         | 73.573 (2011)     | 1860          | 19            |             |
| Waterloo         | 91.750 (2011)     | 1848          | 19            |             |

#### Servizi ferroviari interurbani

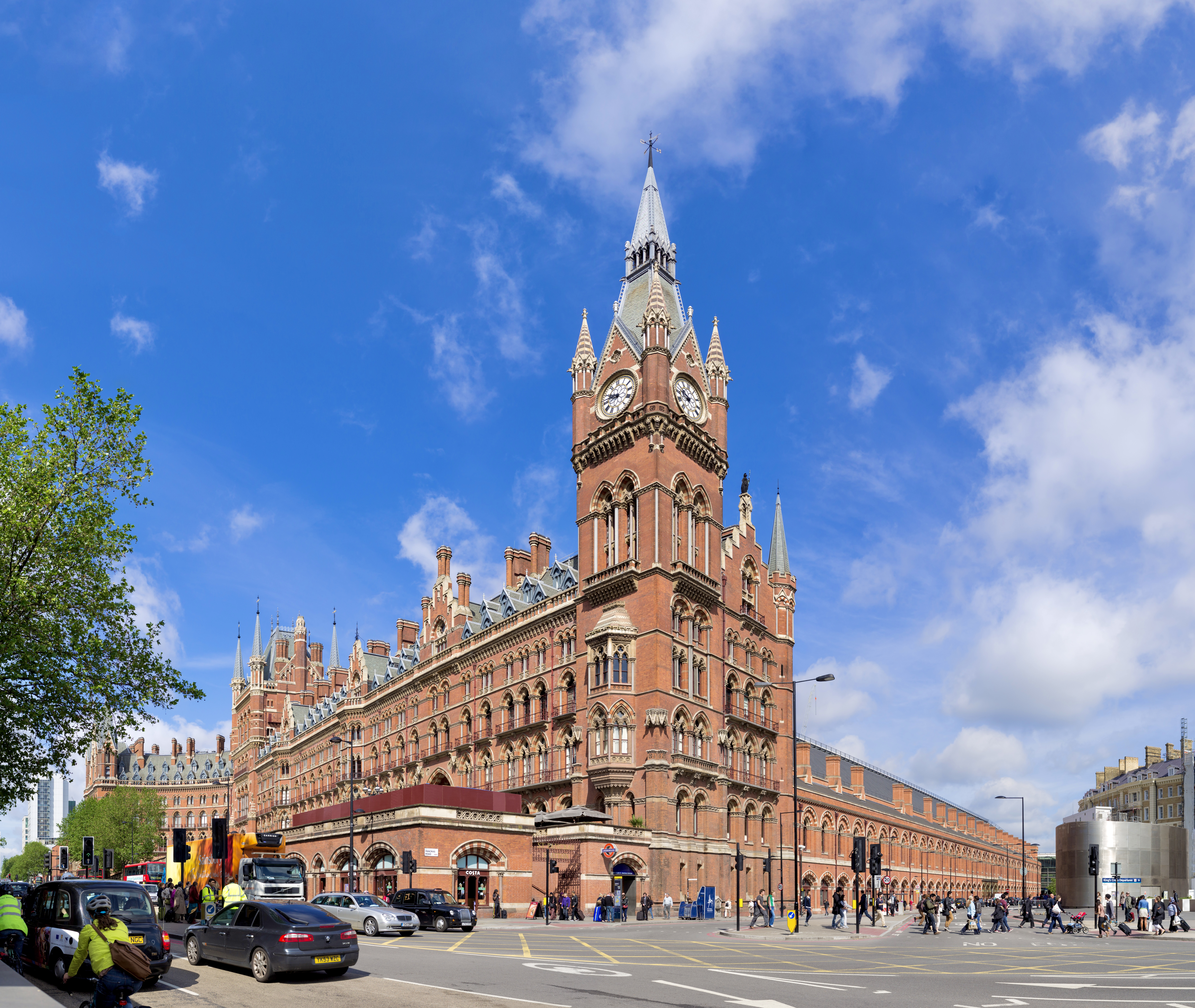
Lo scalo ferroviario di St. Pancras, uno degli edifici più imponenti edificati durante l'età vittoriana.

La città è molto ben connessa anche con le ferrovie interurbane, grazie alle quali è possibile raggiungere il resto del Regno Unito.
Alla stazione di Euston sostano i treni per le Midlands Occidentali, il Galles settentrionale, il Nord Ovest inglese e la Scozia includendo Birmingham, Manchester, Liverpool e Glasgow.
Dallo scalo di King's Cross si fermano i convogli per le Midlands Orientali, lo Yorkshire, il Nord Est inglese e la Scozia includendo Peterborough, Leeds, Newcastle upon Tyne ed Edimburgo.
Dalla stazione di Liverpool Street passano i treni diretti per l'Anglia orientale includendo Ipswich, Norwich e Cambridge.
Dallo scalo di Charing Cross passano invece i convogli diretti per il Sud Est inglese e la costa britannica meridionale, includendo le città del Medway, Canterbury e Dover. In alternativa è possibile utilizzare la stazione di London Bridge, dove si fermano treni aventi le stesse destinazioni.
A Paddington sostano i treni indirizzati verso il Sud Ovest inglese e il Galles meridionale che sostano in città quali Reading, Bristol, Plymouth, Oxford e Cardiff.
La stazione internazionale di St Pancras viene invece utilizzata dai passeggeri diretti verso le Midlands Orientali e lo Yorkshire includendo città quali Leicester, Nottingham, Derby e Sheffield.
È possibile invece usufruire dello scalo di Victoria per andare verso il Sud Est inglese e la costa meridionale, includendo Brighton, Canterbury e Dover.
Waterloo è invece il capolinea per i treni diretti verso il Sud Est inglese e la costa meridionale, includendo Southampton, Portsmouth, Bournemouth e Weymouth.

#### Servizi ferroviari internazionali
Londra è connessa al resto dell'Europa grazie all'Eurostar, il servizio ferroviario ad alta velocità che collega Londra a Parigi e Bruxelles attraverso il tunnel della Manica.

#### Collegamenti aeroportuali
Alcuni aeroporti sono raggiungibili grazie a un servizio ferroviario che li connette a una delle tante stazioni presenti nel territorio londinese. Gli aeroporti che possono usufruire dei cosiddetti airport services sono Heathrow, Gatwick e Stansted; Heathrow è raggiungibile con l'Heathrow Express dalla stazione ferroviaria di Paddington, mentre il Gatwick e lo Stansted Express partono rispettivamente da Victoria e da Liverpool Street.

### Trasporto aereo

#### Aeroporti

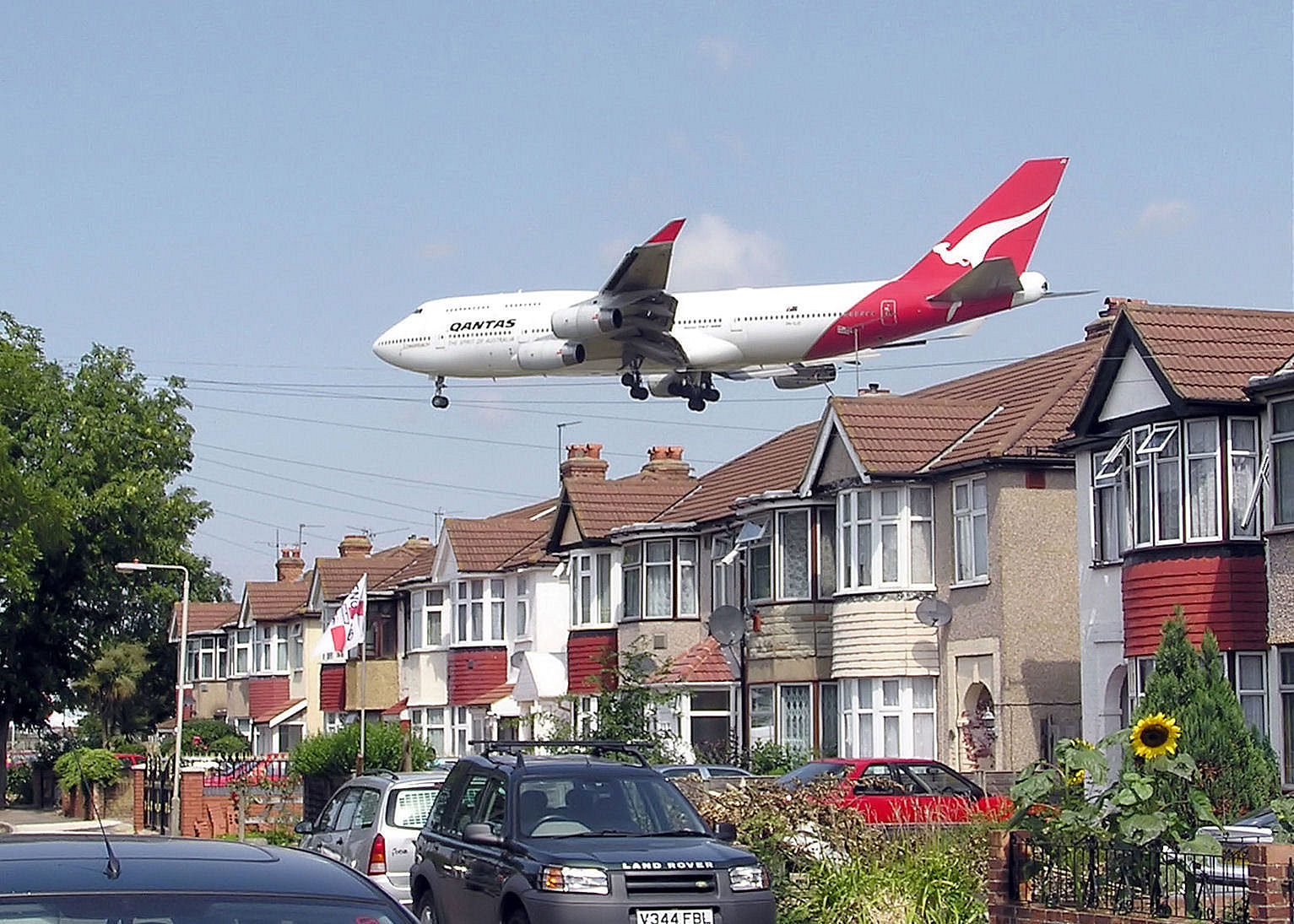
Un aereo prossimo ad atterrare a Heathrow; la fotografia è stata scattata da Myrtle Avenue, strada poco distante dall'aeroporto.

Londra è dotata di sei aeroporti. L'aeroporto di Heathrow, situato nel borgo londinese di Hillingdon, è il principale scalo aeroportuale della città. Heathrow detiene numerosi primati: è infatti l'aeroporto più trafficato del Regno Unito e dell'Unione europea per numero di passeggeri ed è il terzo, nell'UE, per numero di movimenti aerei; è inoltre l'aeroporto con il più alto numero di movimenti di passeggeri di voli internazionali. Heathrow ha a disposizione cinque terminal, di cui l'ultimo, aperto nel 2008, è a uso esclusivo della British Airways.
L'aeroporto di Gatwick, anche conosciuto col nome di London Gatwick, è, dopo Heathrow, l'aeroporto più importante di Londra e il secondo aeroporto nel Regno Unito per numero di passeggeri. Gatwick è dotato di due piste parallele e di due terminal, «North» e «South»; questi ultimi coprono complessivamente un'area di circa 127,500 m².
L'aeroporto di Stansted, situato vicino al villaggio di Stansted Mountfitchet nell'Essex, è la principale destinazione delle compagnie aeree di voli low-cost. L'aeroporto, dotato di una singola pista, è il terzo aeroporto per numero di passeggeri nel Regno Unito e il terzo per grandezza di Londra.
L'aeroporto di Luton, precedentemente chiamato Luton International Airport, è situato vicino all'omonima città, 56 km lontano dal palazzo di Westminster londinese. L'aeroporto di Luton viene utilizzato da una media di 8 milioni di persone l'anno, facendo sì che esso sia il quinto aeroporto inglese per numero di passeggeri.
L'aeroporto di Londra-City, situato nell'area dei London Docklands, è stato costruito principalmente per servire la Città di Londra, dalla quale dista 11 km. L'aeroscalo, inaugurato nel 1987 dalla regina Elisabetta, è il quattordicesimo aeroporto inglese per numero di passeggeri.
Infine, l'aeroporto di Southend, situato presso Rochford (nell'Essex), è lo scalo aereo più piccolo di Londra. Una volta era molto trafficato: infatti negli anni sessanta è stato il terzo aeroporto del Regno Unito per numero di passeggeri. Mantenne questo primato solo fino al termine degli anni settanta, durante i quali il suo flusso passeggeri venne superato da quello di Stansted. Infatti l'aeroporto, a prova di quanto enunciato, viene utilizzato da un numero basso di persone.

#### Eliporti
Il London Heliport è l'unico eliporto confinato nel territorio londinese; più precisamente esso è ubicato nell'area industriale di Battersea, a 5,6 km di distanza dal palazzo di Westminster.
L'eliporto, sito sulla sponda meridionale del Tamigi, non è molto grande; infatti utilizza un molo di piccole dimensioni per i decolli e gli atterraggi.

### Trasporto su strada

#### Autostrade principali

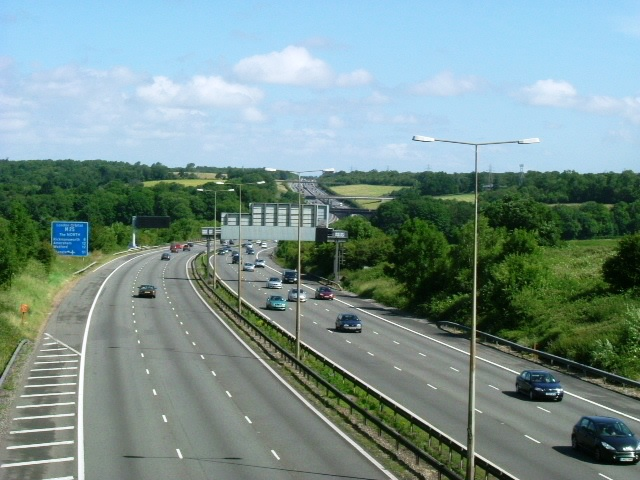
La Motorway 25.

Nonostante Londra possieda un ottimo sistema di trasporto pubblico, l'automobile viene ancora largamente usata. Infatti Londra possiede numerose strade, partendo dalle vere e proprie circonvallazioni alle piccole strade dei distretti.
La Motorway M1, talvolta chiamata M1, connette Londra con Leeds. La M1 è stata la prima motorway a essere completata nel Regno Unito ed è lunga 311 km.
La Motorway M4 (M4) connette Londra con il Galles, passando per Reading, Swindon, Bristol, Newport, Cardiff e Swansea.
La Motorway M11, detta M11, corre da Londra fino a Cambridge, dove ha sede una delle più antiche università britanniche.
La Motorway M20, comunemente abbreviata M20, connette Londra a Oxford, alla città costiera di Folkestone e a Dover, dove partono i traghetti per Calais.
La Motorway M25, spesso abbreviata in M25, è il raccordo anulare ed è lunga di 188 km. Famosa per i numerosi incidenti che vi occorrono, l'autostrada è uno dei raccordi anulari più grandi al mondo ed è una delle strade più trafficate d'Europa, con un picco di 196.000 veicoli al giorno negli svincoli vicino all'aeroporto di Heathrow.
La A205, o South Circular Road, da Richmond conduce a Woolwich, passando per i distretti meridionali di Londra. L'autostrada, insieme alla A406, forma un anello che grossomodo fa da confine fra l'Inner e l'Outer London.
La A406, o North Circular Road, connette, come la A205, Richmond a Woolwich; tuttavia in questo caso la strada passa per la parte settentrionale della città.

#### Autobus

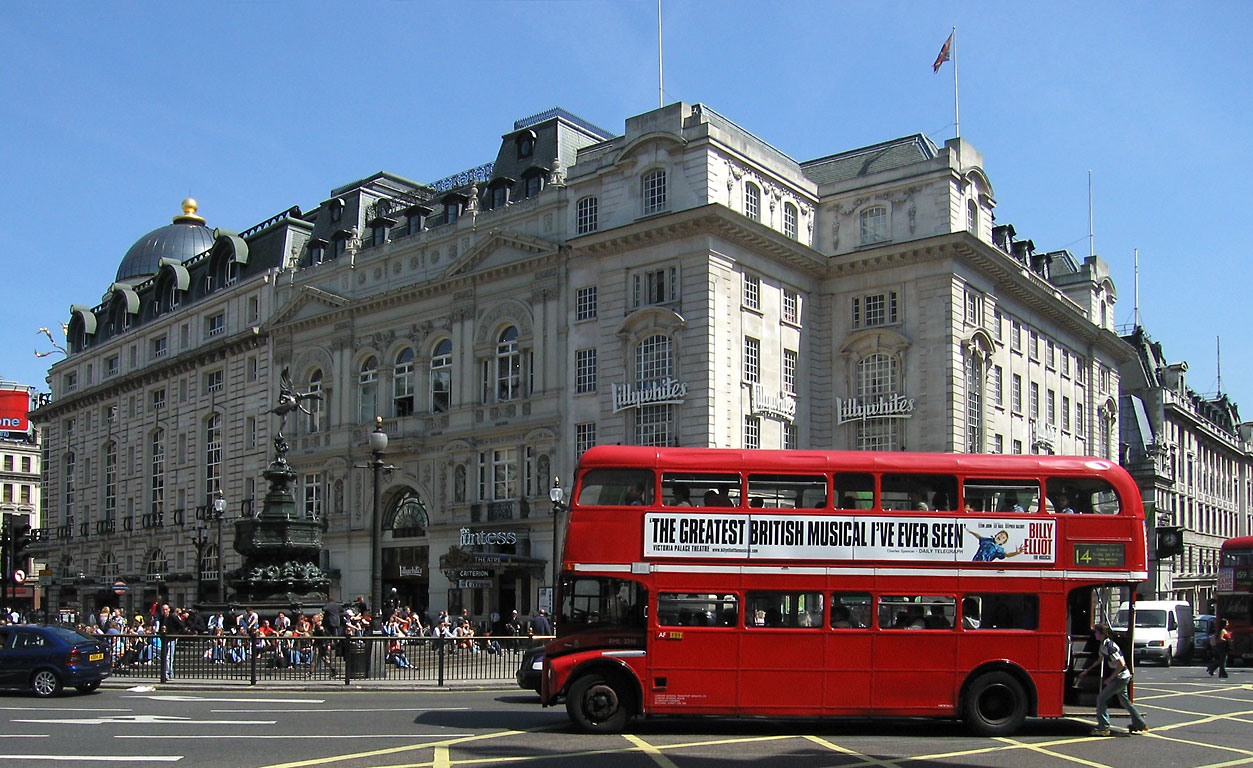
AEC Routemaster a Piccadilly Circus.

La rete degli autobus londinesi, gestita dalla London Buses, sussidiaria della Transport for London, è una delle più estese d'Europa. Gli autobus, caratterizzati dal loro famoso colore rosso, possono essere di due diversi tipi: a un piano (i cosiddetti single-decker) o a due piani (i famosi double-decker). La rete conta più di 7500 autobus in servizio su oltre 700 linee, articolate su un totale di 19000 fermate e capilinea; è stato inoltre stimato che gli autobus vengono utilizzati da circa 1,5 miliardi di passeggeri l'anno, di gran lunga più della metropolitana.
Gli autobus sono divisi in servizi diurni, notturni, e «24 hour». Inoltre la rete copre l'intera area metropolitana di Londra, estendendosi anche nelle regioni inglesi circostanti la Grande Londra.

#### Taxi

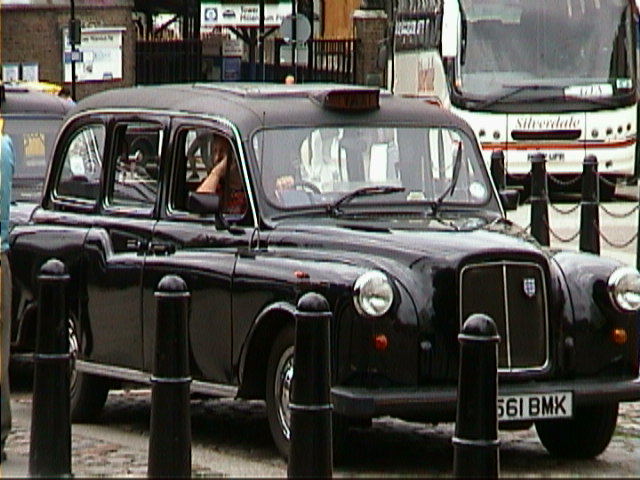
Un taxi londinese.

Altro simbolo di Londra sono i famosi taxi londinesi, anche tradizionalmente chiamati black cabs o Hackney carragies dal quartiere di Hackney, dove nel XVII secolo si rese necessaria un'ordinanza per regolarne il flusso del traffico.
I taxi londinesi possono vantare di una lunga storia: le vetture infatti iniziarono a diffondersi nella capitale inglese durante il corso del XVII secolo, per rimediare al problema del traffico che si era creato a Londra, come specificato dal Parlamento inglese nel 1654. La prima Hackey carriage risale al 1662; bisogna inoltre ricordare che le vetture a quei tempi non erano che delle carrozze trainate da cavalli. I taxi vennero in seguito sostituiti con le carrozze scoperte (gli eleganti cabriolet) all'inizio del XIX secolo, che rimpiazzarono le pesanti carrozze.
I primi taxi non trainati da cavalli apparvero nel 1897; in quest'anno la carrozza venne sostituita da un'automobile, in questo caso il «Bersey». L'avvento delle prime automobili inizialmente non influì sull'utilizzo delle carrozze come taxi (a quel tempo c'erano ancora più di 11000 carrozze in servizio). Tuttavia i cabriolet gradualmente scomparvero, fino a giungere al 1947, anno in cui le automobili sostituirono definitivamente le carrozze.
Per poter guidare un taxi londinese l'autista deve essere in grado di orientarsi nelle strade della città, a seconda delle esigenze del cliente o delle condizioni del traffico, senza consultare una mappa o un navigatore satellitare. Infatti un aspirante tassista londinese deve essere sottoposto al Knowledge of London Examination System (più noto come The Knowledge, in italiano La Conoscenza), ossia uno studio delle strade e dei luoghi d'interesse della città di Londra. L'esame è molto duro; ha infatti la durata di 34 mesi e viene superato dopo una media di dodici tentativi.

#### Ciclismo urbano

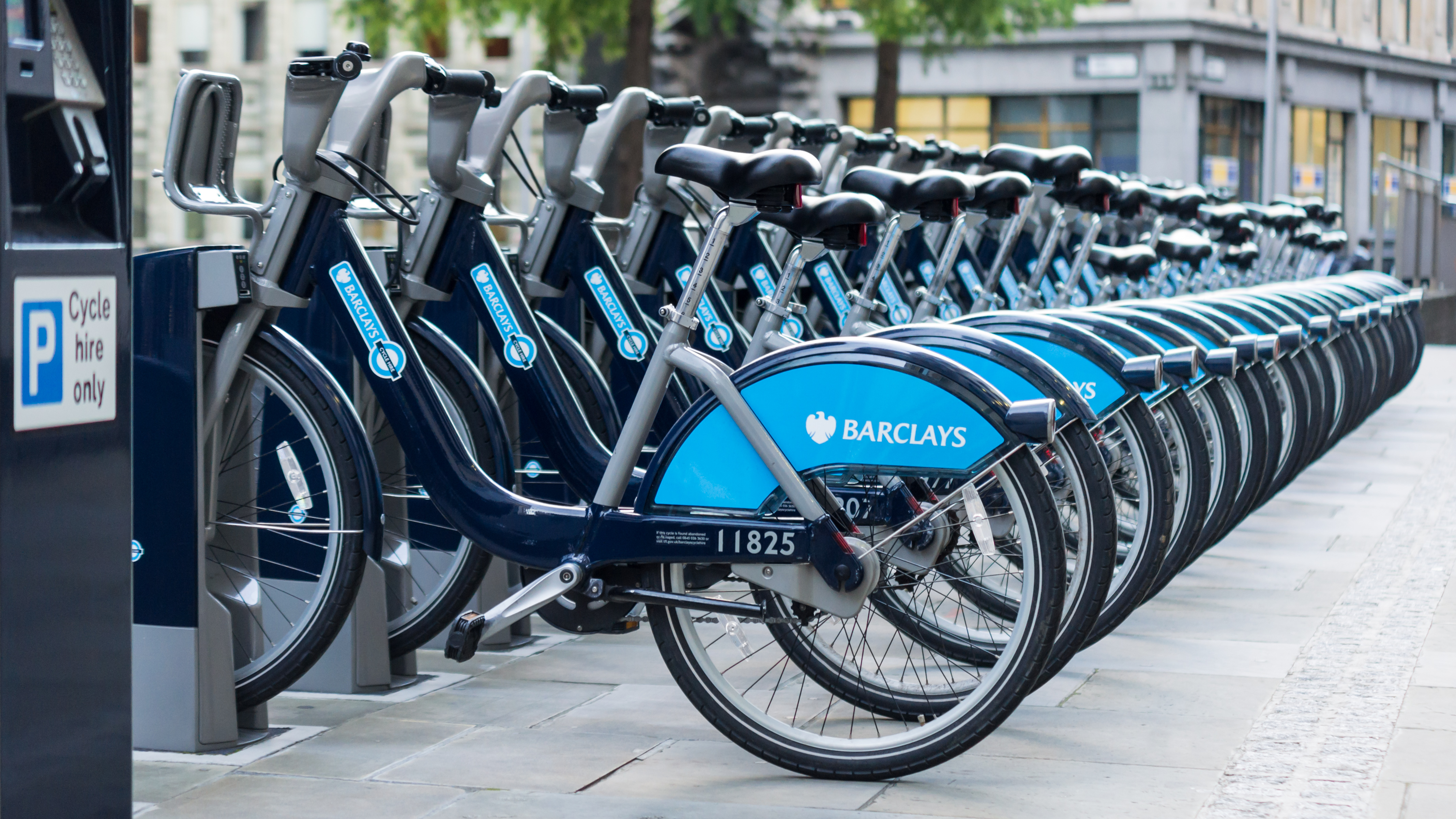
I londinesi sono soliti andare in bici; il 2% circa dei trasporti a Londra avviene tramite la bicicletta.

Molto spesso per spostarsi da un luogo all'altro di Londra si è soliti utilizzare anche le biciclette. Nella capitale inglese tale abitudine è molto diffusa; ciò è probabilmente dovuto al fatto che utilizzare la bicicletta è un modo più economico (e spesso anche più veloce) per viaggiare nella città. Infatti circa il 2% dei trasporti a Londra avviene tramite la bicicletta.
Esiste inoltre anche un servizio di bike sharing nella capitale, il Santander Cycles, a volte abbreviato in BCH (a causa della precedente denominazione, Barclays Cycle Hire). Grazie a quest'ultimo è possibile noleggiare una bicicletta da una fra le tante ciclostazioni sparse nel territorio londinese, per una tariffa che varia a seconda del tempo che si impiega utilizzando la bici.
Il servizio è stato introdotto il 30 luglio 2010, quando vennero aperte 315 ciclostazioni in otto borghi londinesi; da allora il BCH si è gradualmente evoluto, sino a raggiungere l'attuale estensione.
Il servizio è sponsorizzato dalla Santander.

#### Dial-a-Ride
A Londra esiste anche un altro tipo di servizio, il London Dial-a-Ride, che fornisce trasporti porta a porta per le persone invalide che non hanno possibilità di utilizzare i normali mezzi pubblici.

### Trasporto acquatico

#### Trasporto fluviale

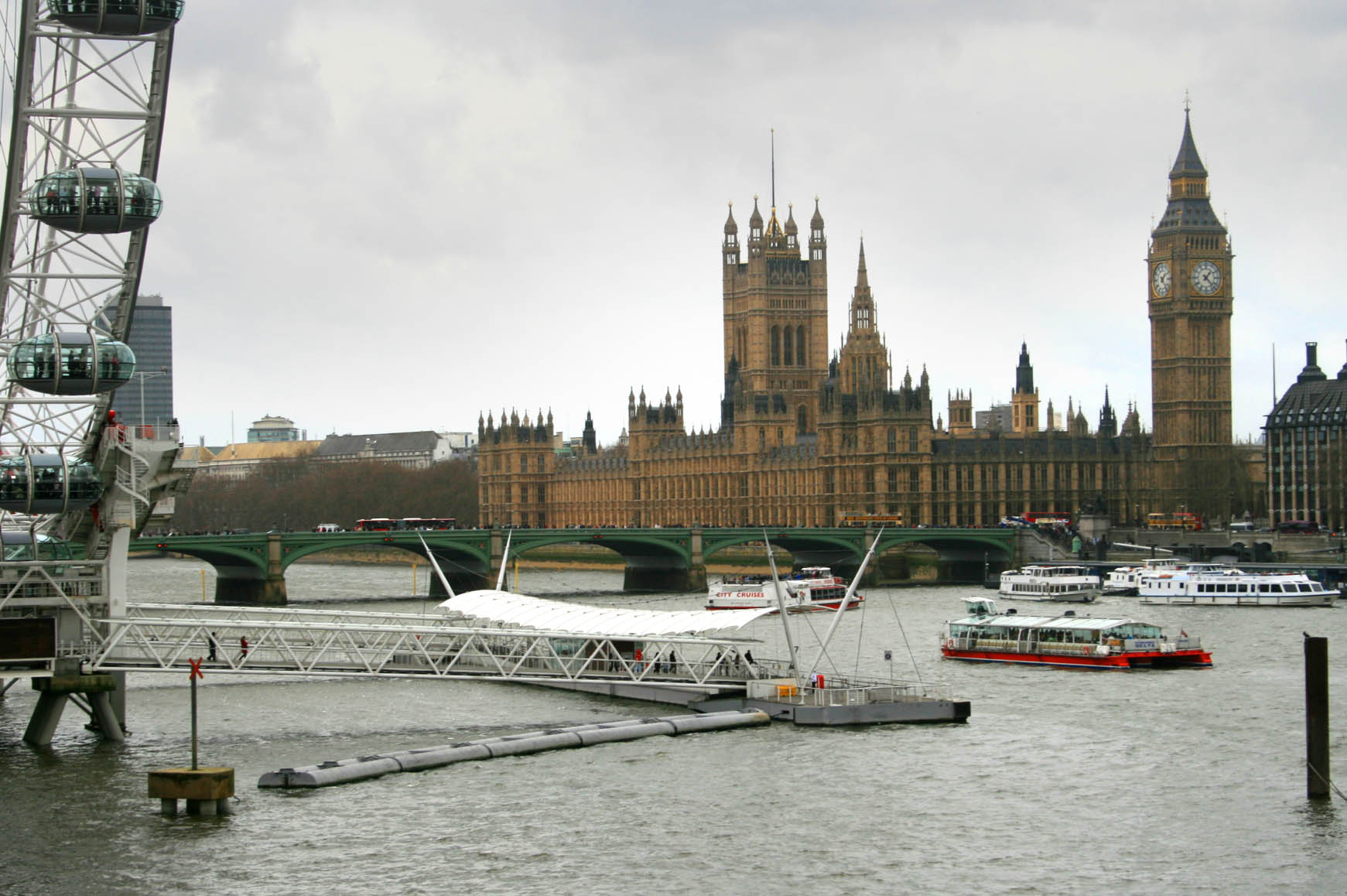
Traffico quotidiano vicino al Palazzo di Westminster.

I trasporti lungo il Tamigi, completamente navigabile, sono un metodo per muoversi nella città inglese vecchio da secoli; questo servizio infatti risale al 1555, anno in cui fu fondata la Company of Watermen and Lightermen, che regolava il traffico fluviale lungo il Tamigi.
Sebbene non sia più popolare come una volta, è ancora possibile muoversi a Londra navigando nel Tamigi grazie alla rete dei London River Services, una divisione della Transport for London che gestisce il traffico della rete fluviale lungo il fiume.
Il trasporto avviene grazie a traghetti che conducono ai vari moli di Londra (in inglese piers). I moli sono sparsi lungo le sponde del Tamigi e, con un totale di 24 moli, conducono a molti importanti luoghi londinesi: per esempio vi sono il Waterloo Millennium Pier e il London Bridge City Pier, i quali conducono alle omonime stazioni ferroviarie, e il Westminster Millennium Pier, situato vicino al palazzo di Westminster e al famoso Big Ben.

#### Canali
Londra presenta numerosi canali, tra i quali è possibile individuare il famoso Regent's Canal, che connette Limehouse con Paddington e l'omonima stazione ferroviaria.
Costruiti durante il XIX secolo per facilitare il trasporto del carbone, oggi i canali sono facilmente navigabili utilizzando battelli.

### Trasporti a fune

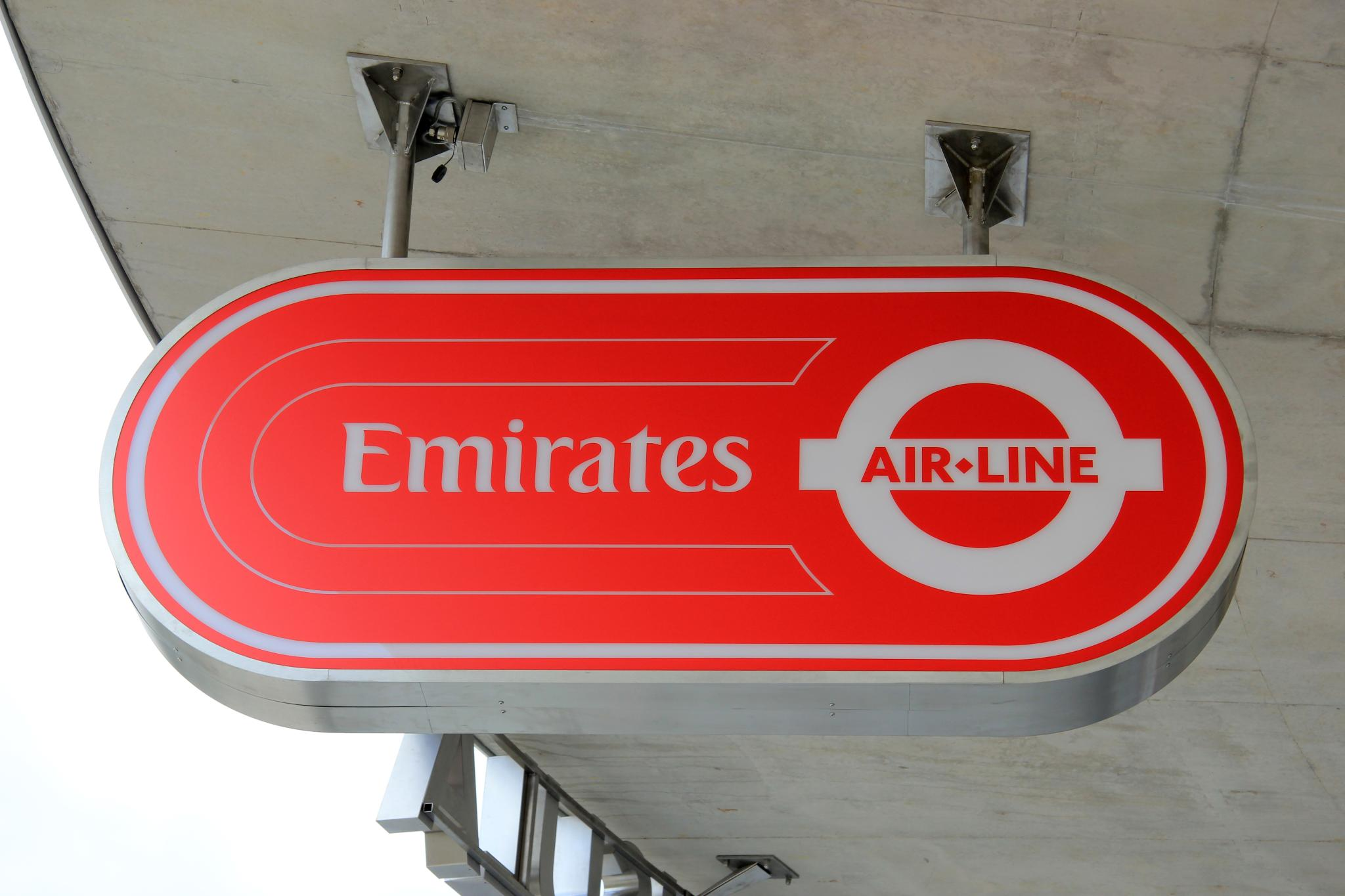
Logo dell'Emirates Air Line nella stazione di Greenwich Peninsula.

Nel territorio londinese è installata la London Cable Car, una cabinovia che (attraversando il Tamigi) collega la Greenwich Peninsula con i Royal Victoria Dock.
La funivia, la cui costruzione è stata finanziata dalla Emirates, è stata aperta al pubblico il 28 giugno 2012, poco prima dell'inizio dei giochi della XXX Olimpiade.
Progettata dai Wilkinson Eyre Architects, l'Emirates Air Line attraversa il Tamigi a un'altezza di 93 metri (305 ft). utilizzando una fune lunga 1 100 metri (1 mi) chiusa ad anello fra le stazioni estreme, Greenwich Peninsula e Royal Docks, ubicate nella zona dei London Docklands.
La funivia è composta da 34 cabine, ciascuna delle quali è in grado di trasportare fino a dieci persone; ogni ora si possono spostare fino a 2500 passeggeri, in modo analogo a quanto farebbero cinquanta autobus.
Per le stazioni, infine, passa una cabina ogni trenta secondi.

### Annotazioni
1. ↑  Le stazioni della metropolitana di Londra al di fuori dei confini della città sono situate al termine di due linee, la Metropolitan e la Central. Le stazioni sono le seguenti:

  -  Amersham
  -  Buckhurst Hill
  -  Chalfont & Latimer
  -  Chesham
  -  Chigwell
  -  Chorleywood
  -  Croxley
  -  Debden
  -  Epping
  -  Grange Hill
  -  Loughton
  -  Moor Park
  -  Rickmansworth
  -  Roding Valley
  -  Theydon Bois
  -  Watford
2. ↑  Di seguito gli scali della London Overground siti al di fuori della Grande Londra:
  -  Carpenders Park
  -  Bushey
  -  Watford High Street
  -  Watford Junction
3. ↑  La rete degli autobus londinesi infatti serve anche alcune zone del Buckinghamshire, dell'Essex, dell'Hertfordshire, del Kent, del Berkshire, del Sussex e del Surrey. Ecco alcune immagini dove sono raffigurati autobus che servono anche aree site al di fuori di Londra:

  - Questo autobus è diretto alla città di Potters Bar, nell'Hertfordshire.
  - La destinazione di questo autobus è Bluewater, nel Kent.
  - Autobus diretto a Sunbury, nel Surrey.
  - Slough, nel Berkshire, è la destinazione di questo autobus.

### Fonti
1. 1 2 3  (EN) Key facts, su tfl.gov.uk, Transport for London.
2. ↑  (EN) David Barboza, Expo Offers Shanghai a Turn in the Spotlight, The New York Times.
3. ↑  (EN) Horse bus, su ltmcollection.org, London Transport Museum. URL consultato il 9 febbraio 2012 (archiviato dall'url originale il 31 dicembre 2014).
4. 1 2  (EN) Steam Underground 1863-1905, su ltmcollection.org, London Transport Museum. URL consultato il 9 febbraio 2012 (archiviato dall'url originale il 20 ottobre 2013).
5. 1 2 3  (EN) Public transport in Victorian London: Part One: Overground, su ltmcollection.org, London Transport Museum. URL consultato il 9 febbraio 2012 (archiviato dall'url originale il 18 aprile 2012).
6. 1 2  (EN) Public transport in Victorian London: Part Two: Underground, su ltmcollection.org, London Transport Museum. URL consultato il 9 febbraio 2012 (archiviato dall'url originale il 31 maggio 2013).
7. ↑  (EN) Transport, su 20thcenturylondon.org.uk, Exploring 20th Century London. URL consultato il 9 febbraio 2012 (archiviato dall'url originale il 23 ottobre 2007).
8. ↑  (EN) First World War, su ltmcollection.org, London Transport Museum. URL consultato il 9 febbraio 2012 (archiviato dall'url originale il 31 gennaio 2012).
9. ↑  (EN) Second World War, su ltmcollection.org, London Transport Museum. URL consultato il 9 febbraio 2012 (archiviato dall'url originale il 14 marzo 2012).
10. ↑  Stansky, p. 3.
11. ↑  Wolmar, pp. 288-289.
12. ↑  Day, p. 138.
13. ↑  Vedi immagine.
14. ↑  Beard, pp. 102-117.
15. ↑  (EN) Milestones, su tfl.gov.uk, Transport for London.
16. 1 2  Rose.
17. ↑  Day, p. 155.
18. ↑  Day, p. 163.
19. ↑  (EN) About Us, su ltmuseum.co.uk, London Transport Museum. URL consultato il 26 settembre 2012 (archiviato dall'url originale il 3 giugno 2012).
20. ↑  (EN) I'm lucky to be here, says driver, BBC, 11 luglio 2005. URL consultato il 12 novembre 2006 (archiviato dall'url originale il 10 novembre 2006).
21. ↑  (EN) Rachel North, Coming together as a city, BBC, 15 luglio 2005. URL consultato il 12 novembre 2006.
22. ↑  (EN) Indepth London Attacks, BBC News. URL consultato il 17 ottobre 2009.
23. ↑  (EN) Legislative framework, su tfl.gov.uk, Transport for London. URL consultato il 6 settembre 2008.
24. 1 2  (EN) Company information, su tfl.gov.uk, Transport for London.
25. 1 2   Mappa della metropolitana (Standard tube map) (PDF), su tfl.gov.uk, Transport for London.
26. ↑  (EN) Tube carries one billion passengers for first time, su tfl.gov.uk, Transport for London.
27. ↑  (EN) London Underground, Corporate identity—colour standards, su static.scribd.com, Transport for London. URL consultato il 22 dicembre 2007 (archiviato dall'url originale il 3 settembre 2015).
28. ↑   Technology: Signalling & Control, su tfl.gov.uk, Transport for London. URL consultato il 29 agosto 2007.
29. ↑   The Docklands Light Railway, London, UK, su bbc.co.uk, BBC - h2g2. URL consultato il 29 agosto 2007.
30. ↑  (EN) Introducing London Overground – a new era for London Rail, su tfl.gov.uk, Transport for London, 5 settembre 2006. URL consultato il 10 giugno 2011.
31. 1 2  (EN) Croydon Tramlink Act, su opsi.gov.uk, 1994.
32. ↑  (EN) History (Tramlink), su tfl.gov.uk, Transport for London.
33. ↑  (EN) Trams in London (Croydon), su lrt.daxack.ca, The Toronto LRT Information Page.
34. 1 2 3  (EN) London Rail and Tube services map (PDF), su tfl.gov.uk, Transport for London.
35. ↑  (EN) Tramlink network map (JPG), su tfl.gov.uk, Transport for London.
36. ↑  (EN) Station usage, su rail-reg.gov.uk, Office of Rail Regulation, 30 aprile 2010. URL consultato il 17 gennaio 2011 (archiviato dall'url originale il 17 luglio 2007).
37. ↑  (EN) Jane Fryer, Full steam ahead at £800m St Pancras, Londra, Daily Mail, 15 marzo 2007. URL consultato il 26 gennaio 2010.
38. ↑  (EN) Our Route, su londonmidland.com, LondonMidland. URL consultato il 31 marzo 2012 (archiviato dall'url originale il 10 giugno 2009).
39. ↑  (EN) Our Destinations, su eastcoast.co.uk, East Coast Main Line.
40. ↑  (EN) Network Map, su greateranglia.co.uk, GreaterAnglia.
41. 1 2 3  (EN) Network Map, su southernrailway.com, Southern. URL consultato il 31 marzo 2012 (archiviato dall'url originale il 14 maggio 2013).
42. ↑  (EN) Regional Route Map, su firstgreatwestern.co.uk, First Great Western. URL consultato il 31 marzo 2012 (archiviato dall'url originale il 23 marzo 2012).
43. ↑  (EN) Our Network and Stations, su eastmidlandstrains.co.uk, East Midlands Trains. URL consultato il 31 marzo 2012 (archiviato dall'url originale il 26 marzo 2012).
44. ↑  (EN) Our Network, su southwesttrains.co.uk, South West Trains. URL consultato il 31 marzo 2012 (archiviato dall'url originale il 23 agosto 2010).
45. ↑  (EN) Travel to Europe, su eurostar.com, Eurostar. URL consultato il 31 marzo 2012 (archiviato dall'url originale il 27 giugno 2009).
46. ↑  (EN) Heathrow Express.uk, su heathrowexpress.com.
47. ↑  (EN) Gatwick Express.uk, su gatwickexpress.com.
48. ↑  (EN) Liverpool Street, su stanstedexpress.com, Stansted Express.
49. ↑  (EN) Year to date International Passenger Traffic November 2010, su aci.aero, Airports Council International, 16 febbraio 2011. URL consultato il 9 febbraio 2012 (archiviato il 10 marzo 2011).
50. ↑  
(EN) United Kingdom aeronautical information publication (PDF), su nats-uk.ead-it.com, NATS. URL consultato il 9 febbraio 2012 (archiviato dall'url originale il 15 aprile 2012).
51. ↑  (EN) September traffic figures – BAA's airports, su baa.com, BAA, 9 ottobre 2009. URL consultato il 9 ottobre 2009 (archiviato dall'url originale il 21 dicembre 2010).
52. ↑  (EN) Gatwick facts & figures: Facilities (About Gatwick > Gatwick facts & figures > Facilities), su gatwickairport.com, Gatwick Airport, gennaio 2011. URL consultato il 2 ottobre 2011 (archiviato dall'url originale il 4 ottobre 2011).
53. ↑  (EN) Airport History, su london-luton.co.uk, London Luton Airport. URL consultato il 16 luglio 2007 (archiviato dall'url originale il 29 giugno 2007).
54. ↑  (EN) London Luton – EGGW [collegamento interrotto], su nats-uk.ead-it.com. URL consultato il 21 aprile 2011.
55. 1 2  (EN) UK Annual Airport Statistics, su caa.co.uk, CAA. URL consultato il 21 aprile 2011.
56. 1 2   London Heliport — EGLW, su nats-uk.ead-it.com, NATS (Services) Limited. URL consultato il 13 maggio 2011 (archiviato dall'url originale il 13 giugno 2011).
57. ↑  (EN) Airport History, su lcacc.org, LCACC. URL consultato il 9 febbraio 2012 (archiviato dall'url originale il 29 ottobre 2011).
58. 1 2  (EN) EasyJet Helps Make Southend London's Sixth Major Airport, su londonnet.co.uk, LondonNet, 16 giugno 2011. URL consultato il 16 giugno 2011.
59. ↑  
(EN) London Southend Airport's new control tower operational, BBC News. URL consultato il 4 aprile 2011.
60. ↑   Motorway archive, su The Motorway Archive, Institute of Highways and Transportation. URL consultato il 20 gennaio 2008 (archiviato dall'url originale il 19 dicembre 2007).
61. ↑  (EN) The M4 London to South Wales Motorway. Holyport to Tormarton, su ukmotorwayarchive.org, The Motorway Archive Trust. URL consultato il 3 ottobre 2010.
62. ↑  (EN) Leyton - Introduction, su british-history.ac.uk, British History Online. URL consultato il 28 dicembre 2009.
63. ↑   Nella classifica delle "eccellenze" Cambridge sorpassa Harvard, in La Repubblica, 8 settembre 2010. URL consultato il 29 aprile 2012.
64. ↑  (EN) Motorway traffic up 4% on 2003, su news.bbc.co.uk, BBC News, 12 agosto 2004. URL consultato il 3 gennaio 2009.
65. 1 2 3  (EN) London Buses, su tfl.gov.uk, Transport for London.
66. ↑  (EN) Sean Dodson, London buses headed in the same direction as Helsinki's high-tech transport system | Technology, The Guardian, 28 febbraio 2008. URL consultato il 2 febbraio 2010.
67. ↑  (EN) An Ordinance for the Regulation of Hackney-Coachmen in London and the places adjacent, su british-history.ac.uk, British History Online. URL consultato il 21 settembre 2011.
68. ↑  Knox, p. 34.
69. ↑  (EN) History (Taxi), su tfl.gov.uk, Transport for London.
70. ↑  (EN) The Knowledge, su tfl.gov.uk, Transport for London.
71. 1 2  (EN) Transport for London cycling statistics, su london4bikes.blogspot.com, London4Bikes.
72. ↑  (EN) London Cycle Hire Scheme: Map of Docking Stations & Cost, su b4tea.com. URL consultato il 26 settembre 2012 (archiviato dall'url originale il 25 dicembre 2011).
73. ↑  (EN) Jo Wood, Aidan Slingsby; Jason Dykes, Visualizing Bicycle Hire Model Distributions (PDF), su openaccess.city.ac.uk, City University London.
74. ↑  (EN) Dial a Ride, su tfl.gov.uk, Transport for London.
75. ↑  (EN) History of the Company of Watermen and Lightermen of the river Thames. (PDF), su watermenshall.org, Watermen's Hall.
76. ↑  Cockburn, pp. 3-8.
77. ↑  (EN) Boat Trips on London's Canals, su canalmuseum.org.uk, London Canal Museum.
78. ↑  (EN) Emirates sponsors Thames cable car, su bbc.co.uk, BBC News, 7 ottobre 2011. URL consultato il 7 ottobre 2011.
79. ↑  (EN) Thames cable car linking O2 arena and Excel approved, su bbc.co.uk, BBC News, 18 marzo 2011. URL consultato il 18 marzo 2011.
80. ↑  (EN) Thames cable car opens for passengers, BBC News, 28 giugno 2012. URL consultato il 28 giugno 2012.
81. ↑  (EN) Emirates Air Line by Wilkinson Eyre Architects, Londra, Dezeen, 28 giugno 2012. URL consultato il 28 giugno 2012.
82. ↑   Emirates Air Line a Londra: la nuova funivia sul Tamigi, Londra, Aciclico.com, 29 giugno 2012. URL consultato il 29 giugno 2012 (archiviato dall'url originale il 21 aprile 2014).
83. ↑  (EN) John O' Ceallaigh, London’s Emirates Air Line cable car service launches, Londra, Telegraph, 28 giugno 2012. URL consultato il 28 giugno 2012.
84. 1 2  (EN) Plans unveiled for a new Thames crossing with London`s first cable car system, Londra, Transport for London, 4 luglio 2010. URL consultato il 4 luglio 2010.